# 8015 Marksimons
A 8015 Marksimons (ideiglenes jelöléssel (8015) 1990 QT2) a Naprendszer kisbolygóövében található aszteroida. Henry Holt fedezte fel 1990. augusztus 24-én.